# پارک شبه‌ملی نیپو کایگان
پارک شبه‌ملی نیپو کایگان (به لاتین: Nippō Kaigan Quasi-National Park) یک منطقهٔ مسکونی در ژاپن است که در استان اوئیتا واقع شده‌است.